# Ле Гро, Пьер (старший)
Пьер Ле Гро Старший (фр. Pierre Le Gros l'aîné; 27 мая 1629, Шартр — 10 мая 1714, Париж) — скульптор французского классицизирующего барокко, или «большого стиля» времени правления короля Людовика XIV. Известен главным образом своими работами для дворца и садов Версаля, зачастую по чертежам и проектам Шарля Лебрена. Также сотрудничал с другими скульпторами. Его сын, Пьер Ле Гро Младший, также скульптор, работал в Риме.

## Жизнь и творчество
Ле Гро Старший родился в Шартре в семье бакалейщика Любена Ле Гро. Он был воспитанником, а затем помощником живописца и скульптора Жака Саразена. В 1666 году Ле Гро приняли в Королевскую Академию живописи и скульптуры.
Первая жена Пьера Ле Гро, Жанна (с 1663 года), была сестрой скульпторов, братьев Гаспара и Бальтазара Марси, она дала ему сына, известного как Пьер Ле Гро Младший, скульптора работавшего в Риме. После ранней смерти Жанны в 1668 году Ле Гро Старший женился вторично в 1669 году на Мари, дочери архитектора-декоратора, рисовальщика-орнаменталиста и гравёра Жана Лепотра. С ней у него был ещё один сын, живописец Жан Ле Гро.
Пьер Ле Гро Старший выполнил множество заказов для Версаля, в числе которых были статуи в мраморе и бронзе, барельефы и фонтаны. Его «водобойная» (фонтанная) бронзовая скульптура в виде фигуры амура: «Дух королевской власти», восседающий на орле, и извергающий струю воды, была награвирована в 1670 году Жаном Лепотром. Ещё одна фонтанная скульптура — «Путти, играющие на лире» — выполненная для Версаля в 1672—1673 годах, была перенесена из садов Версаля в середине XVIII века и сейчас находится в вашингтонской Национальной галерее искусства.
Проекты по королевским заказам были коллективной работой многих мастеров. Примером такой коллективной работы является скульптурное убранство Ворот Сен-Мартен в Париже на полукольце Больших бульваров, спроектированных архитектором Пьером Булле и сооруженных в 1672—1674 годах. Над барельефами этой рустованной монументальной триумфальной арки трудилась группа скульпторов, в составе Мартена Дежардена, Пьера Ле Гро Старшего, Этьена Леонгра и Гаспара Марси.
Не так много известно о работе Ле Гро в 1706—1711 годах для курфюрста Максимилиана II Эмануэля Баварского. Четыре гермы, работы Ле Гро, представляющие «Четыре времени года», ныне находятся в коллекции Лувра.
Пьер Ле Гро Старший скончался в Париже, в доме на улице Сен-Марк, 11 мая 1714 года.

## Галерея

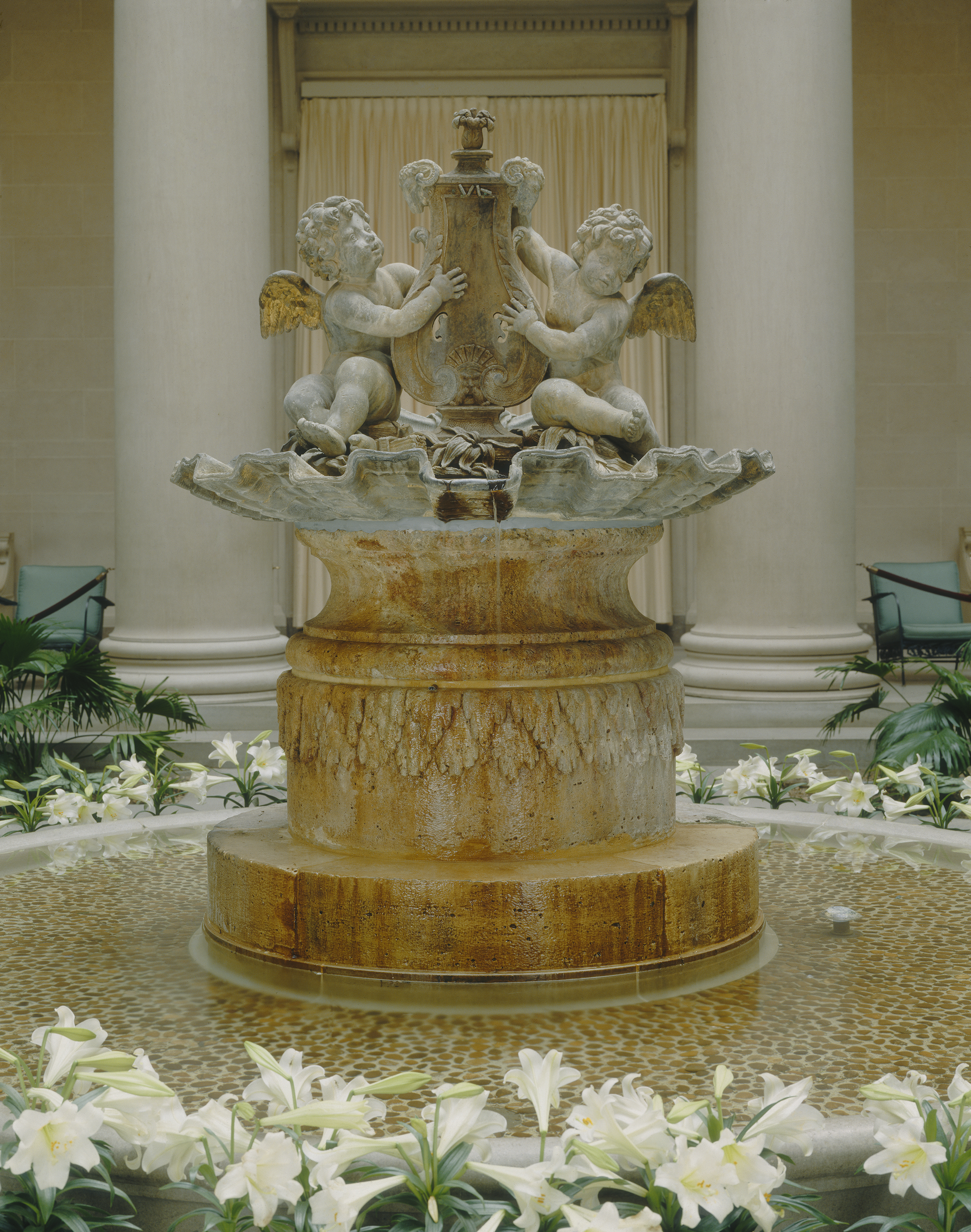
Путти, играющие на лире. Скульптура фонтана. 1672–1673. Национальная галерея искусства, Вашингтон
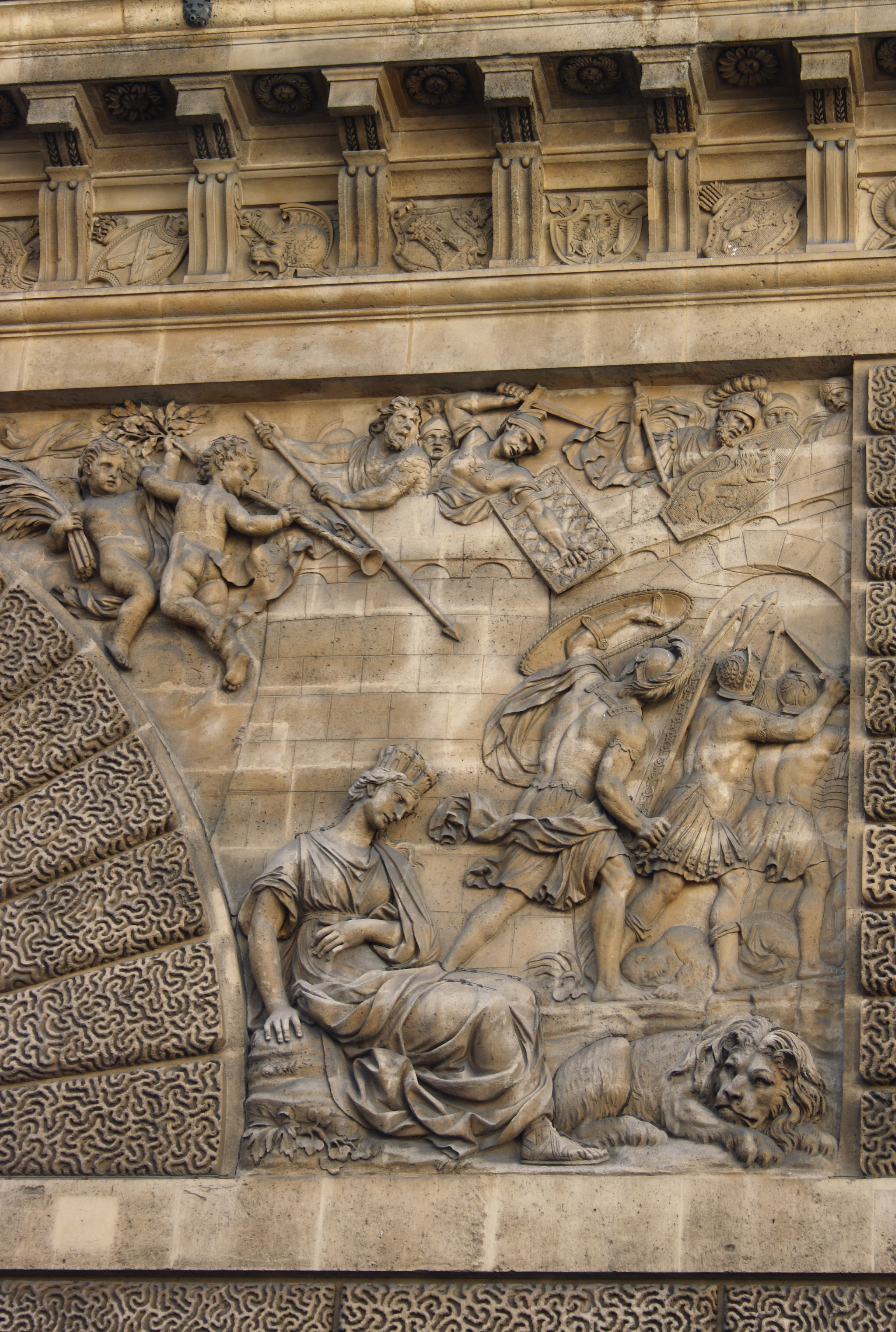
Взятие Лимбурга в 1675 году. Рельеф антрвольта Ворот Сен-Мартен. 1675–1677. Париж
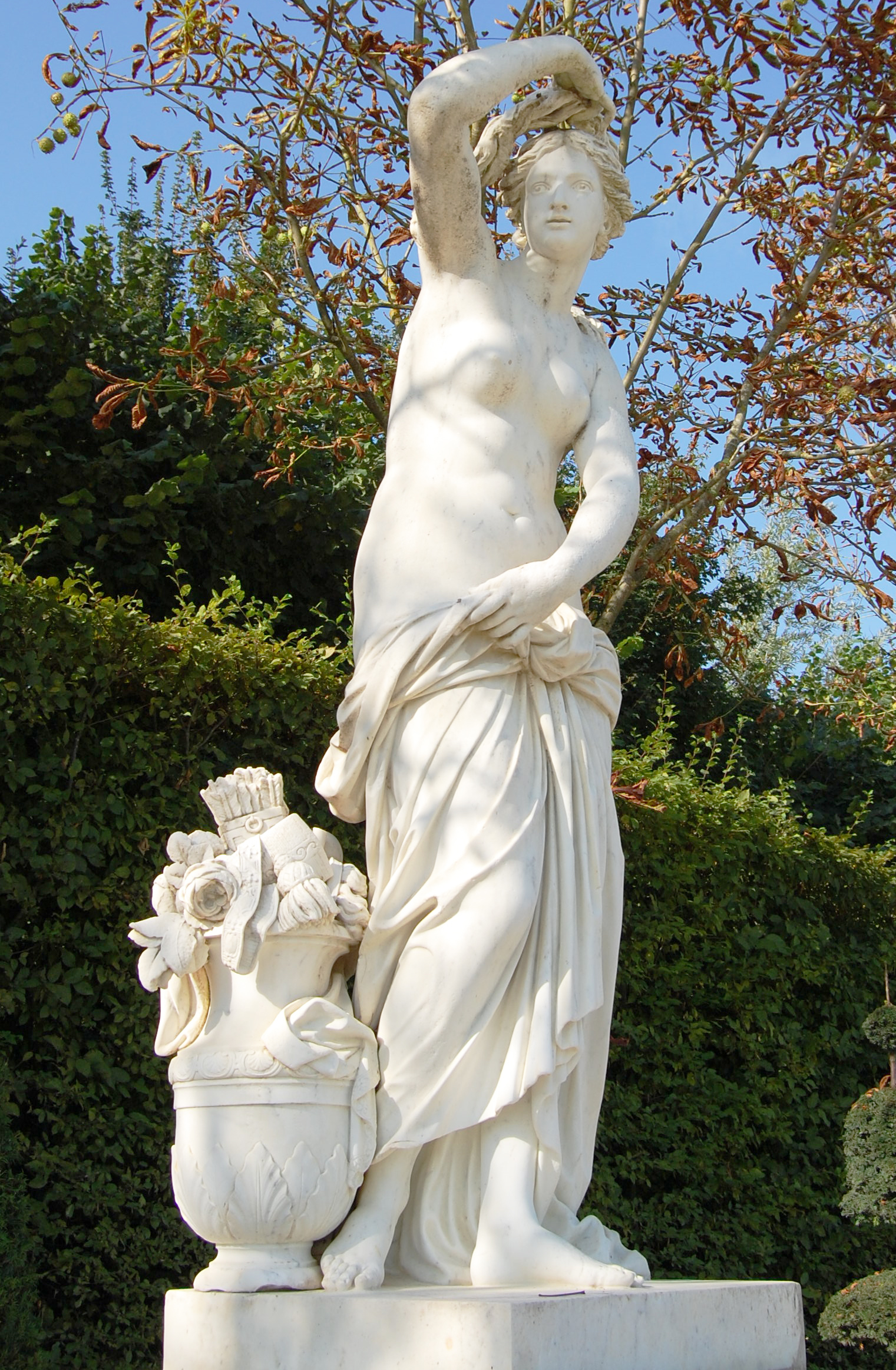
Венера («Венера Ришельё»). 1685—1689. Мрамор. Версаль
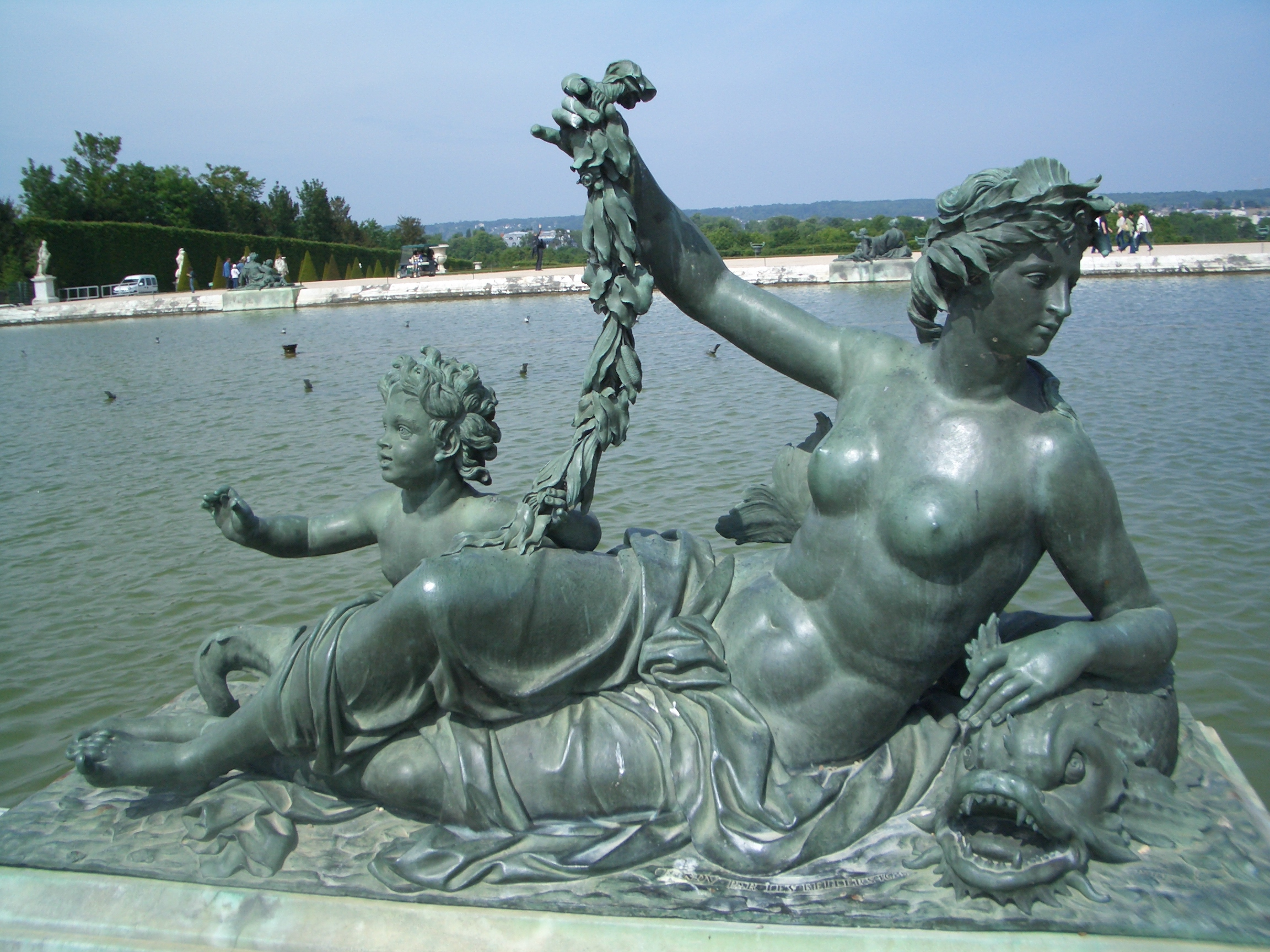
Нимфа с младенцем Тритоном. 1685–1686. Бронза. Версаль, Северный бассейн
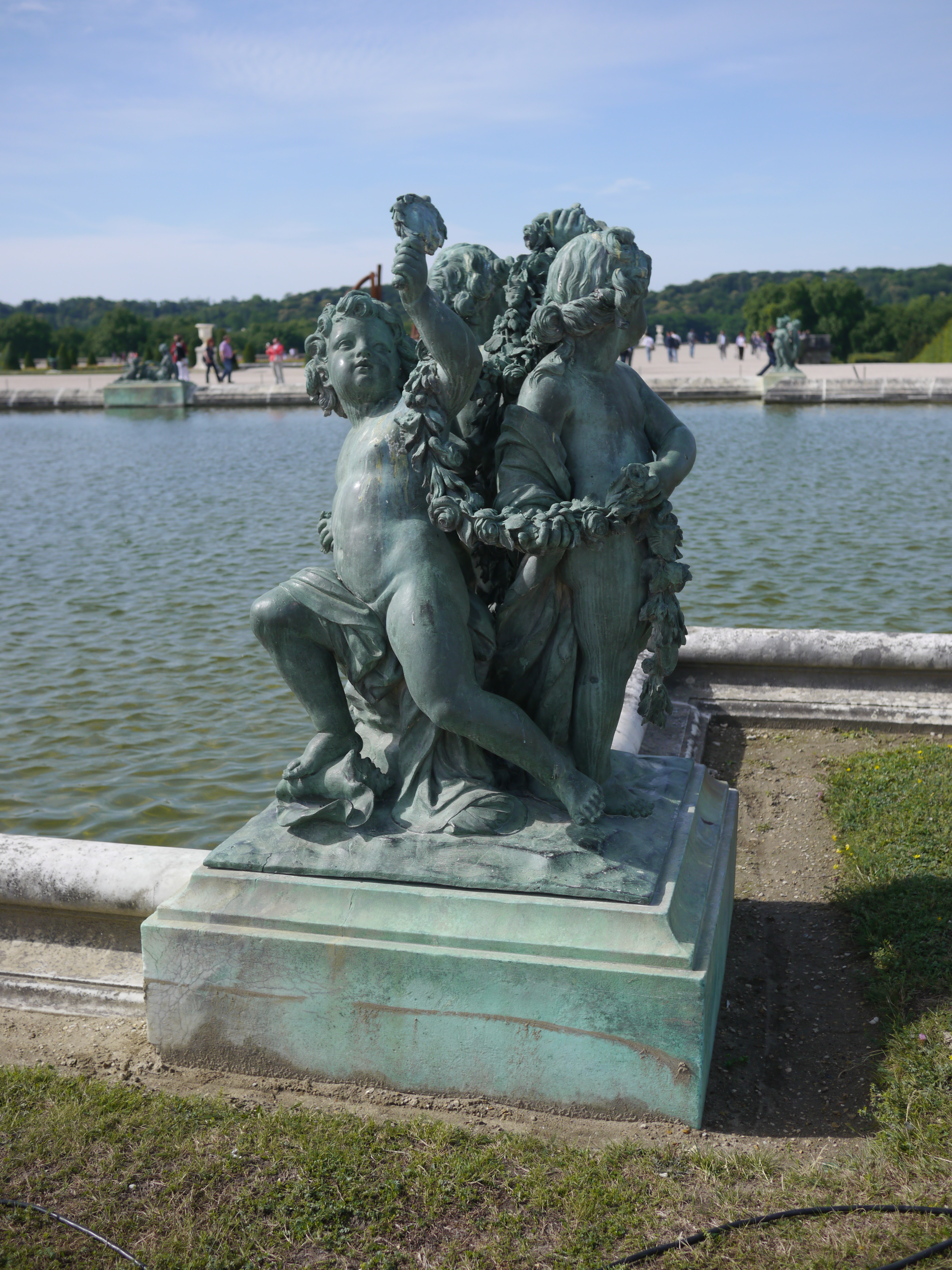
Путти. 1685–1686. Бронза. Версаль, Северный бассейн
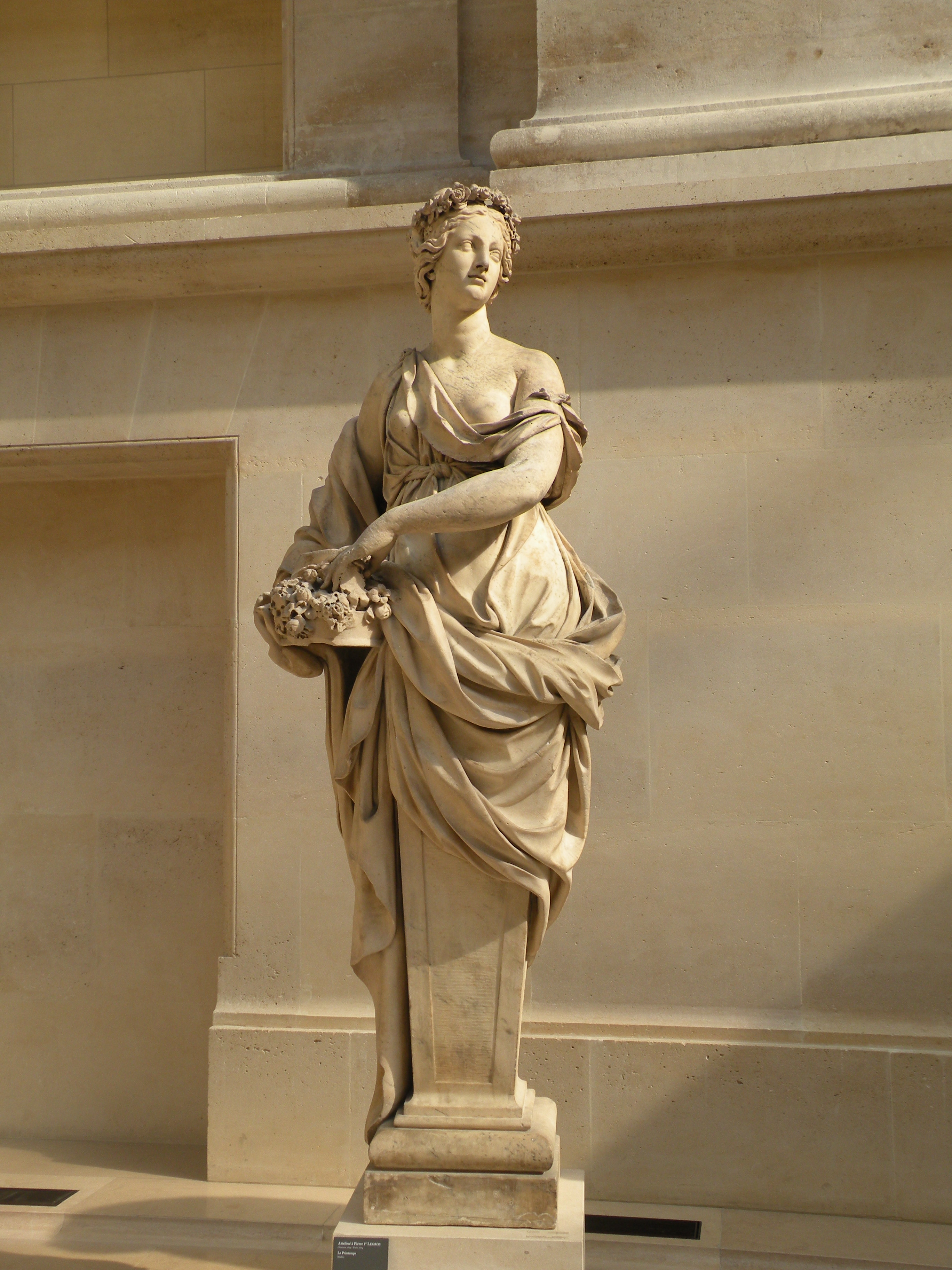
Весна. Герма. 1706—1711. Мрамор. Лувр, Париж
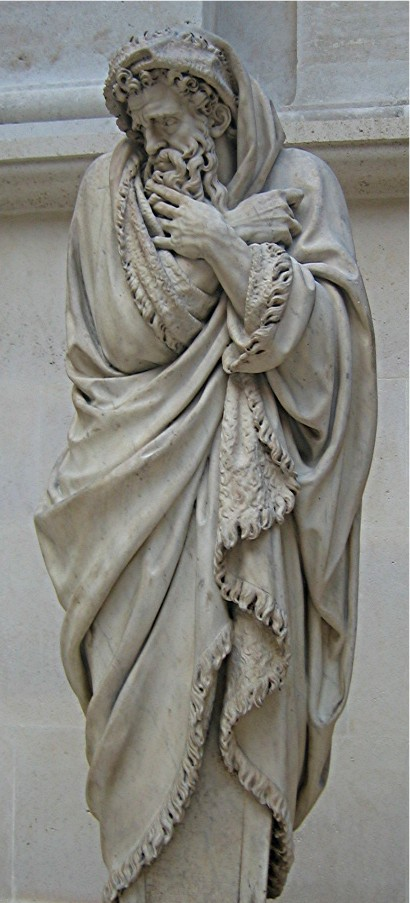
Зима. Герма. 1706—1711. Мрамор. Лувр, Париж